# Sudans flag
Sudans flag blev taget i brug 20. maj 1970. Det er en rød, hvid og sort trikolore med en grøn trekant ind mod stangen. Før militærkuppet i 1969 var Sudans flag en trikolore i blåt, gult og grønt.

## Symbolik
- Rød står for kampen og Sudans martyrer.
- Hvid står for Islam, fred, optimisme, lys og kærlighed.
- Sort står for Sudan Mahdiyarevolutionen.
- Grøn står for rigdom, godhed og landbrug.

| Flag | Spire Denne artikel om flag eller vexillologi er en spire som bør udbygges. Du er velkommen til at hjælpe Wikipedia ved at udvide den. |